# 刑事
刑事（けいじ、英: Detective）とは、犯罪の捜査や犯人の逮捕に従事する警察官。

## 語義
日本語の「刑事」は「刑事巡査」の略語である。日本では、正式な階級名である「巡査」などと異なり、「刑事」は官職名ではない。事件捜査に従事する部署（警察署の刑事課・少年課・生活安全課や、警察本部の刑事部・組織犯罪対策部・生活安全部・地域部鉄道警察隊など）に所属する、管理職ではない私服の警察官を指す。なお、事件捜査に従事する部署には、鑑識・科学研究員など、私服で活動しない警察官も所属するが、彼らが刑事として扱われることは無い。また、警察内では階級が巡査・巡査長の者を「刑事」、巡査部長の者を「部長刑事」と呼んで区別し、警部補以上の者は係長・課長などの役職で呼ぶ。
英語のDetectiveの訳語に「刑事」が当てられることがあるが、Detectiveには私立探偵 (Private detective) の意味もある。また、アメリカでは“Detective”が警察官の正式な役職・階級の名称となっている場合があるが（例：ニューヨーク市警察#階級）、厳密には職種は刑事に限られているわけではない（ディテクティブを参照）。

## 俗称
「刑事」は、デカとも俗称される。これは明治時代、刑事が制服を着用せずに角袖の着物を着ていたことから、盗人の間で「かくそで」の倒語である「そでかく」（「くそでか」とも）から一部を抜き取った隠語で「でか」と呼んだのが一般に広まったものである。関西では「デカ」はあまり使われず、私服で勤務する警察官を指す俗称は「探偵さん」である。同様の例として、犯人や被疑者を指す俗称は「ホシ」ではなく「太夫さん」が主に使われる。

## 服装
刑事ドラマでの刑事は背広を着ていることが圧倒的に多いが、現実の所轄警察署勤務の刑事は聴き込みや尾行などの外回り業務が多い他、場合によっては犯人と格闘する場合もあるため、動き易さを重視して平服を着ていることが殆どである。背広を着ているのは主に警察本部所属の刑事、事務担当の刑事、知能犯・政治犯担当の刑事、鉄道警察隊に所属する刑事、暴力団捜査担当刑事、警備担当刑事などである。